# Église de la Trinité de Nuillé-sur-Vicoin
Pour les articles homonymes, voir Église de la Trinité.
L'église de la Trinité est une église catholique située à Nuillé-sur-Vicoin, en France.

## Localisation
L'église est située dans le département français de la Mayenne, au nord du bourg de Nuillé-sur-Vicoin.

## Architecture
L'église est inscrite au titre des monuments historiques depuis le 21 mai 1986.